# Bladåkers distrikt
Bladåkers distrikt är ett distrikt i Uppsala kommun och Uppsala län. 
Distriktet ligger i östra delen av kommunen. 

## Tidigare administrativ tillhörighet
Distriktet inrättades 2016 och utgörs av socknen Bladåker i Uppsala kommun.
Området motsvarar den omfattning Bladåkers församling hade vid årsskiftet 1999/2000.